# Benserazida

Estructura de la benserazida.

La benserazida, también denominada serazida o Ro 4-4602, es un L-aminoácido aromático descarboxilasa de acción periférica o inhibidor de la DOPA descarboxilasa, incapaz de atravesar la barrera hematoencefálica.

## Indicaciones
Es utilizado para el tratamiento sintomático del Parkinson en combinación con L-DOPA como co-beneldopa, fabricado por los laboratorios Roche. En Estados Unidos se utiliza carbidopa, al estar prohibido el uso de benserazida. Las combinaciones anteriores también se utilizan para el tratamiento del síndrome de las piernas inquietas.

## Farmacología
La levodopa es un precursor del neurotransmisor dopamina, que se administra para aumentar los niveles de actividad del sistema nervioso central.